# Ramaz Nozadze
Ramaz Nozadze (* 16. října 1983 Tbilisi) je bývalý gruzínský zápasník – klasik, stříbrný olympijský medailista z roku 2004.

## Sportovní kariéra
Zápasení se věnoval od 11 let v tbiliském klubu Palavanta. Pod vedením Otara Tatišviliho se později specializoval na řecko-římský (klasický) styl. V gruzínské mužské reprezentaci se pohyboval od roku 2001 ve váze do 96 kg. V roce 2004 startoval na olympijských hrách v Athénách. Z náročné základní skupiny postoupil do čtvrtfinále, ve kterém vyřadil favorizovaného Giorgi Koguašviliho z Ruska 3:0 na technické body. V semifinále porazil Íránce Masúda Hášemzadeho 4:2 na technické body a postoupil do finále proti Egypťanu Karamu Gaberovi. Finále proti Gaberovi začal dobře, v úvodní minutě se ujal po strhu vedení 1:0, ale při následném zvedu chyboval překročením pasivní zóny a v průběhu další půl minuty prohrával 1:8 na technické body. Začátkem druhého poločasu jeho soupeř zápas ukončil suplexem na technickou převahu. Získal stříbrnou olympijskou medaili.
V roce 2007 získal jako první gruzínský zápasník v jednom roce double (titul mistra světa a Evropy) v klasickém stylu. V roce 2008 startoval jako favorit na vítězství na olympijských hrách v Pekingu. Do Pekingu však nepřijel v optimální formě. Již v únoru si jeho osobní trenér Tatišvili stěžoval, že ho jako populárního sportovce mimosportovní akce rozptylují a plně se tréninku nevěnuje. Na olympijských hrách takticky nezvládl a prohrál 1:2 na sety čtvrtfinálový zápas s Čechem Markem Švecem. Po olympijských hrách se slova jeho trenéra potvrdila. Pro vrcholovou přípravu ztratil motivaci a během dvou let byl pro slabé výkony vyřazen z reprezentace.

## Výsledky
| Olympijské hry     |    | — |     |     |    | 2. |   |    |    | úč. |     |  |  |
| Mistrovství světa  | —  |   | —   | úč. | 3. |    | — | 5. | 1. |     | úč. |  |  |
| Mistrovství Evropy | —  | — | úč. | 5.  | 1. | —  | — | —  | 1. | 3.  | —   |  |  |
| MS juniorů         | —  | — | —   |     | 1. |    |   |    |    |     |     |  |  |
| ME juniorů         | —  | — |     | 1.  |    |    |   |    |    |     |     |  |  |
| MS dorostenců      | 3. |   |     |     |    |    |   |    |    |     |     |  |  |
| ME dorostenců      |    | — |     |     |    |    |   |    |    |     |     |  |  |